# Шехата, Хасан
Хаса́н Шеха́та (араб. حسن شحاتة‎; род. 19 июня 1949, Кафр-эд-Даввар, Бухейра) — египетский футболист и футбольный тренер.

## Карьера игрока
Большую часть карьеры провёл в клубе «Замалек». За всю свою карьеру забил 88 мячей в счёт «Замалека». В составе сборной Египта выступал с 1972 по 1980-е годы. Официально забивал голы в следующих турнирах:
- 88 голов за «Замалек» в чемпионате Египта (плюс дважды лучший бомбардир)
- 22 гола за «Замалек» в кубке Египта
- 22 гола за «Замалек» в клубных турнирах Африки
- 10 голов за сборную Египта в Кубках африканских наций 1974, 1978 и 1980 годов.

## Карьера тренера
С 1983 года работает тренером. Работал не только в «Замалеке», но и в разных клубах Египта, а также ОАЭ, Судане, Омане и Ливии. Вывел «Менью», «Шаркею» и «Суэц» в высший египетский дивизион. В 2004 году возглавил египетскую сборную по футболу после отставки Марко Тарделли, с которой хоть и не вышел на чемпионат мира 2006 или 2010, но трижды (причём подряд) выиграл Кубок африканских наций, благодаря чему получил награду от президента Хосни Мубарака.
Тем не менее, Шехата получил скандальную известность в 2006 году. Во время КАН 2006 он заменил своего игрока Мидо в полуфинале против Сенегала, что вызвало недовольство игрока. Несмотря на выход команды в финал и победу в турнире, Шехата исключил Мидо из состава и не пустил его на церемонию награждения. Только после публичного извинения Мидо получил свою золотую медаль.